# Tenaha (Texas)
Pour les articles homonymes, voir Tenaha.
Tenaha est une ville des États-Unis située au nord du comté de Shelby, au Texas,. La communauté est baptisée en référence au comté de Tenehaw, nom initial du comté de Shelby.

## Démographie
Lors du recensement de 2010, la ville comptait une population de 1 160 habitants. Elle est estimée, en 2016, à 1 161 habitants.

### Source de la traduction
- (en) Cet article est partiellement ou en totalité issu de l’article de Wikipédia en anglais intitulé « Tenaha, Texas » (voir la liste des auteurs).